# Csipáky József
Csipáky József (19. század) író.
Életéről mindössze annyit tudunk, amennyit a korabeli színlapok közölnek, eszerint Bécsben volt testőrtiszt. A korabeli Schematismusok sem említik nevét.
Színdarabokat írt; ismert darabjai:
- Zoltán, Árpád fia, magyarok fejedelme vagy a világosvári menyegző, nagy nemzeti vitézi játék 3 felvonásban (1833)[1] Előadták Pozsonyban 1833. május 13., Győrött május 20., Komáromban május 27., Székesfehérváron augusztus 18., ismét Győrött,
- „Szerelem diadalma, vagy a világosvári menyegző” címmel 1834. október 9., Kassán 1835. február 11.